# Franc Comtat
Pel comtat de Borgonya conegut com Franc Comtat, vegeu Comtat de Borgonya
El Franc Comtat (Franche-Comté en francès, Fraintche-Comtè en franc-comtès, Franche-Comtât en francoprovençal) és una antiga regió de França.

## Geografia
El Franc Comtat limita amb les regions d'Alsàcia, Lorena, Xampanya-Ardenes, Borgonya i Roine-Alps. Així mateix, a l'est de la regió té frontera amb Suïssa.
La regió està dividida en 4 departaments, que es detallen a continuació:
- Doubs (25)
- Jura (39)
- Alt Saona (70)
- Territori de Belfort (90)

## Història
El nom de Franc Comtat no aparegué oficialment fins a l'any 1366. El Tractat de Nimega de 1678 va donar el Franc Comtat a França. El Franc Comtat era una antiga província francesa; no constitueix cap regió natural i no s'ho deu, per tant, a la seva existència històrica, sinó que es tracta d'una agrupació d'estats feudals afavorida per la seva situació geogràfica, ja que és un pas obligat entre Alemanya i la França central. Habitat des de temps neolítics pels sèquans, amb la capital a Vesontio (l'actual Besançon).
El naixement històric del Franc Comtat es produeix a través d'un procés de desmembrament que, en el segle ix, dividí l'antic regne burgundi en tres Estats, un dels quals, Borgonya, incloïa el Franc Comtat, nom que prové de les importants franquícies de què gaudia. El seu primer senyor independent va ser Hug el Negre, segon de Borgonya, a principis del segle x. Amb el domini dels Àustries espanyols, el Franc Comtat assolí el ple de la seva autonomia, cultura i rol polític en l'acord d'estats de l'Imperi hispànic.

## Economia
L'economia d'aquesta regió està força diversificada. Ara bé, hi destaquen tres sectors: la silvicultura, la rellotgeria i la producció de vi.

## Política
El president de la regió és el socialista Raymond Forni, que ocupa aquest càrrec des de les eleccions regionals de 2004, en què l'esquerra va obtenir la majoria absoluta al Consell Regional del Franc Comtat.
L'anterior president regional, Jean-François Humbert, de la conservadora UMP no va aconseguir ser reelegit. El seu partit es va presentar en solitari a les eleccions d'aquesta regió, sense formar coalició amb la liberal Unió per a la Democràcia Francesa (UDF) com va tenir lloc a altres regions. Així, la UMP va obtenir el 36,13% dels vots emesos a la segona volta i 12 escons. Per la seva, la UDF no va aconseguir entrar a l'assemblea regional, perdent l'únic escó aconseguit l'any 1998.
L'esquerra també es va presentar dividida a la primera volta de les eleccions. D'una banda, la llista del Partit Socialista i dels Verds, i de l'altra la llista formada pel Partit Comunista Francès, el Moviment Republicà i Ciutadà i el Partit Radical d'Esquerra. Aquesta última llista només va aconseguir el 4,18% dels vots emesos a la primera volta, quan el mínim legal per a poder passar a la segona és del 10%. Així doncs, aquests partits van perdre els tres escons aconseguits a les eleccions regionals de 1998.
En canvi, la llista formada per socialistes i ecologistes va ser la més votada a totes dues voltes. A la segona volta, aquesta llista va aconseguir el 46,72% dels vots i 26 dels 43 escons en joc. La llista d'esquerra va guanyar àmpliament a tots els departaments de la regió, però va ser al Territori de Belfort on va fer els millors resultats amb el 49,09% dels vots emesos a la segona volta.
L'ultradretà Front Nacional va aconseguir el 17,14% dels vots emesos a la segona volta i 5 escons.